# Lupinus soukupianus
Lupinus soukupianus là một loài thực vật có hoa trong họ Đậu. Loài này được C. P. Smith ex J. F. Macbr. miêu tả khoa học đầu tiên năm 1945.